# Лапшин Євген Петрович
Лапшин Євген Петрович (1900 , Єкатеринбург, Пермська губернія  — 1 березня 1956 , Москва ) — керівний співробітник органів НКВС-НКДБ-МДБ-МВС, генерал-лейтенант (1945).

## Ранні роки
Син слюсаря. Закінчив церковноприходську школу в 1910, курси удосконалення старшого політичного складу при Військово-політичній академії ім. М. Г. Толмачова в 1929 р., Вищу школу партійних організаторів при ЦК ВКП(б) в 1937.
З 1911 працював слюсарем в Єкатеринбурзі. У червні 1917 вступив в РСДРП(б), в листопаді 1917 — в Червону Гвардію. Учасник Громадянської війни, політичний робітник. З січня 1921 комісар Ніколо-Павдинського лісництва. З червня 1921 помічник уповноваженого ЧК на Пермській залізниці і відповідальний організатор бюро колективу РКП(б) 20-х кавалерійських курсів РСЧА. З 1924 на політичній роботі в Сибірському військовому окрузі. У 1926—1928 і 1929—1930 рр. — воєнком 6-го Хабаровського полку. З липня 1930 заступник начальника політичного відділу 14-ї стрілецької дивізії. З січня 1933 начальник політичного відділу Ленінградської МТС (Азово-Чорноморський край). З січня 1935 по жовтень 1936 р. 1-й секретар Ленінградського районного комітету ВКП(б) Азово-Чорноморського краю.

## В органах
У вересні 1937 р. спрямований на службу в органи НКВС і призначений тимчасово виконуючий обов'язки начальника політичного відділу 12-го відділу (опертехніка) Головного управління державної безпеки НКВС СРСР. З 1938 р. тимчасово виконує посаду начальника політичного відділу, потім начальник 2-го спеціального відділу (опертехніка) НКВС СРСР. З 26 лютого 1941 начальник 4-го відділу (опертехніка) НКДБ СРСР, з 31 липня 1941 начальник 2-го спецвідділу НКВС СРСР. З 12 травня 1943 р. — начальник відділу «Б» (оперативно-технічного) НКДБ/МДБ СРСР. З 24 жовтня 1946 по 17 вересня 1949 р. — начальник Управління МДБ Тульської області. З лютого 1950 заступник начальника політичного відділу, з лютого 1952 до самої смерті начальник реєстраційно-облікового відділу Головного управління міліції МДБ/МВС СРСР.

## Звання
- 08.10.1937 — старший лейтенант державної безпеки.
- 02.12.1938 — капітан державної безпеки.
- 09.03.1939 — майор державної безпеки.
- 14.03.1940 — старший майор державної безпеки.
- 14.02.1943 — комісар державної безпеки.
- 02.07.1945 — комісар державної безпеки 3-го рангу.
- 09.07.1945 — генерал-лейтенант.